# مونتمورو نووو
شهر مونتمورو نووو (به پرتغالی: Montemor-o-Novo) در مونتمورو نووو در کشور پرتغال واقع شده‌است.
جمعیت این شهر ۱۴٬۰۰۰ نفر است.
در تاریخ ۱۸ آوریل ۱۹۸۸ به عنوان شهر شناخته شد.

## نگارخانه

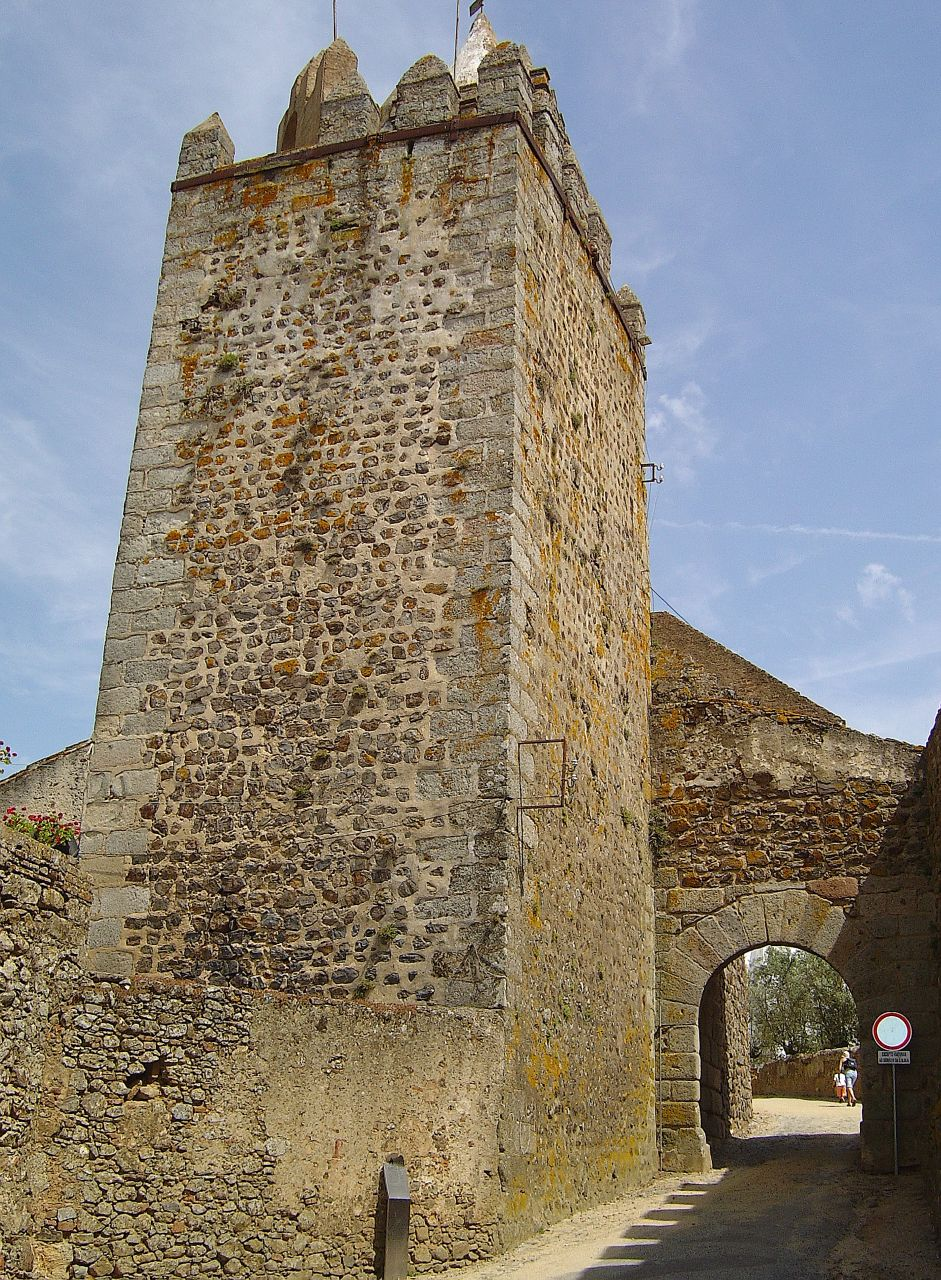
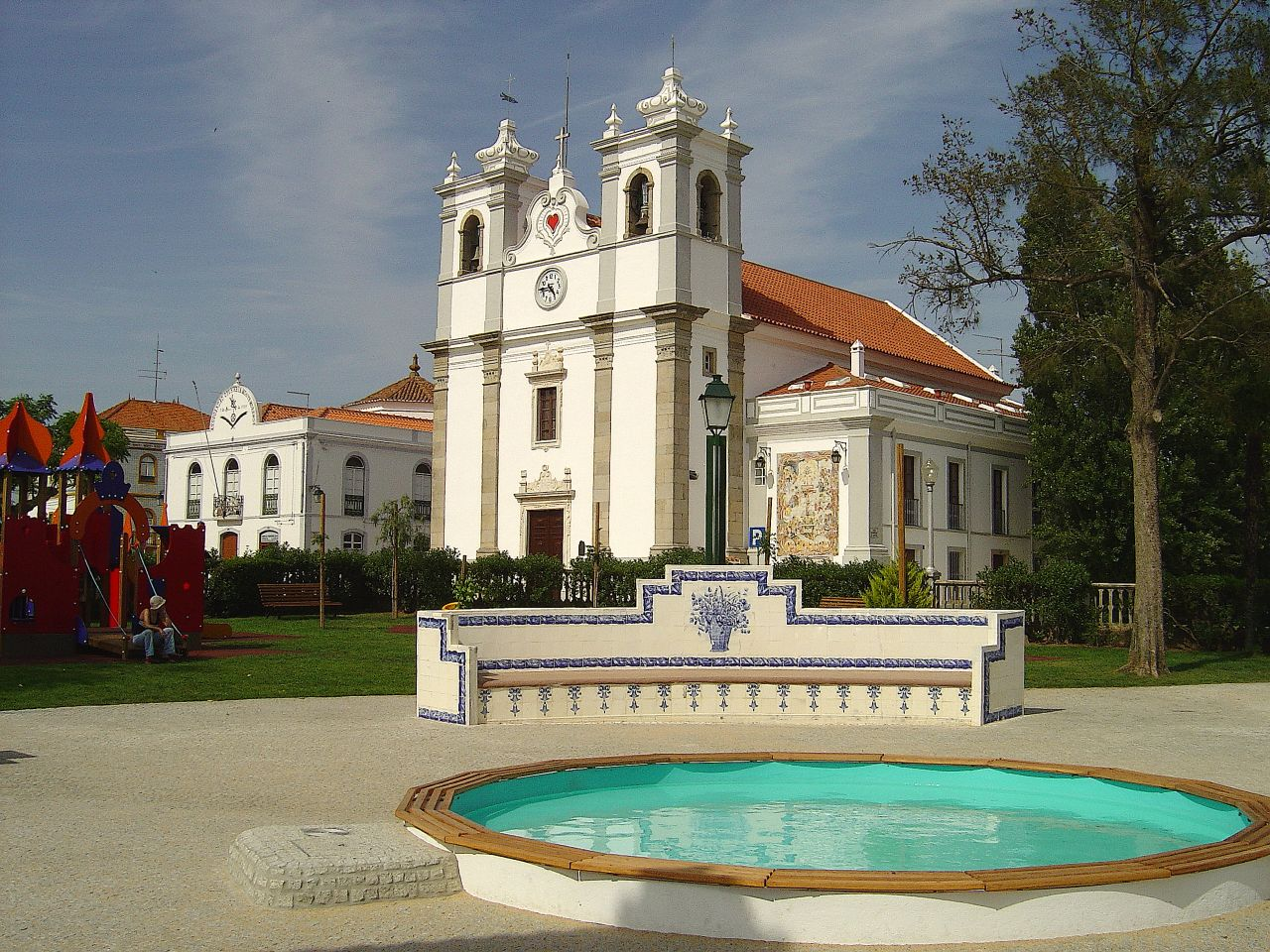
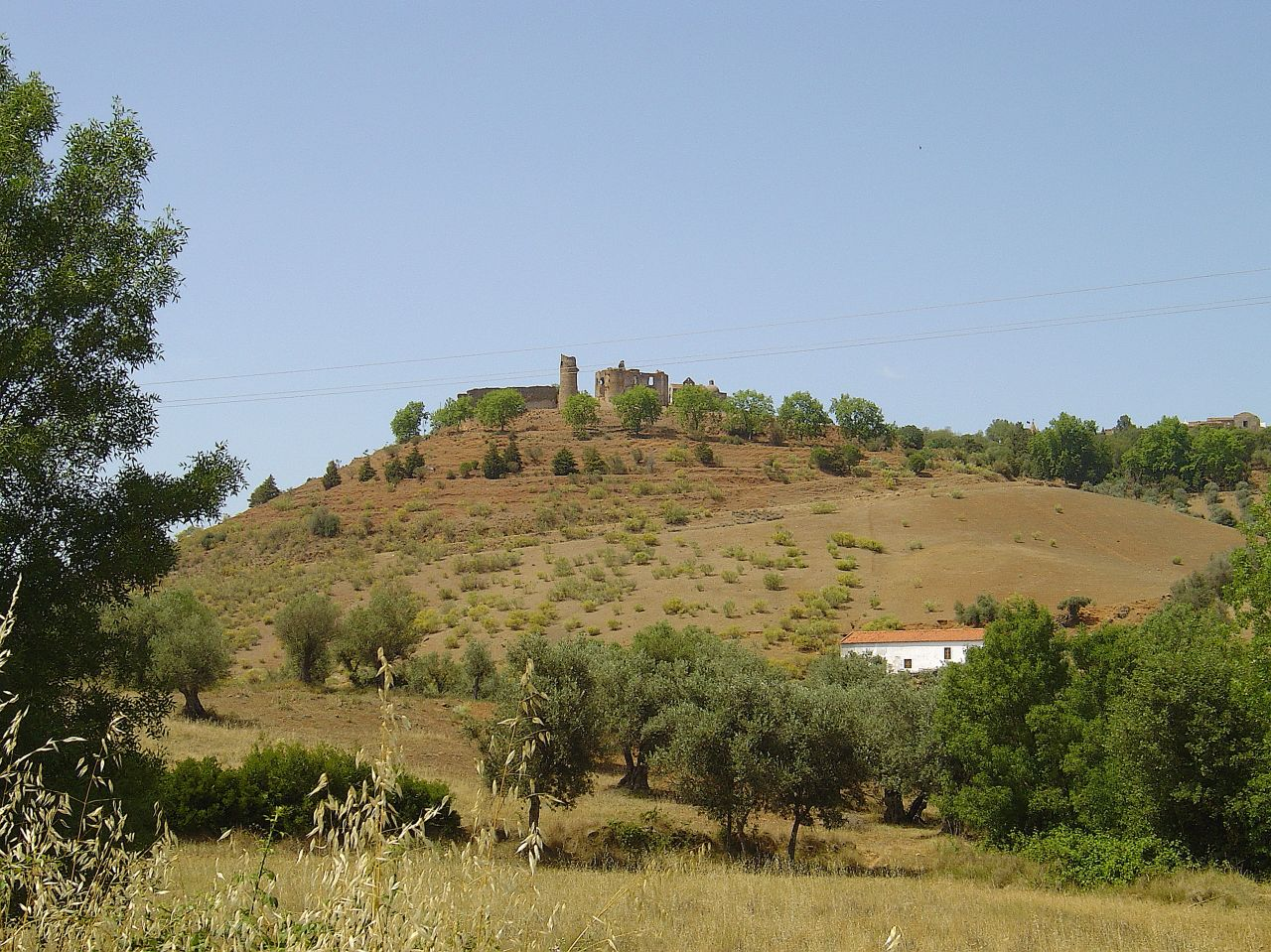